# テラー山 (北アメリカ大陸)
テラー山（Mt. Terror）とは、北アメリカ大陸の西部に存在する山の1つである。なお、行政区分では、アメリカ合衆国のワシントン州に属するものの、カナダとの国境からは25km程度しか離れていない。また、この山も含めた一帯はノース・カスケード国立公園に指定されている。

## 概要
テラー山は、北緯48度46分27秒、西経121度17分58秒に位置していて

、ここはアメリカ合衆国のワシントン州の北西の隅に当たり、アメリカ合衆国とカナダとの国境は、ここから北に25.3kmほどの所にある。テラー山の山頂の標高は2484mで

、カスケード連山（Cascade Range）に属している山の1つだ。そして、このテラー山の山頂は、カスケード連山の中では特に標高の高い場所である。

## 初登頂について
テラー山への初登頂に成功したのは1932年のことで、シアトル登山クラブに所属していた、ウィリアム・ディジェンハート（William Degenhardt）とハーバート・ストランドバーグ（Herbert Strandberg）の2人によるパーティだとされている

。